# Gallatin (Missouri)
Gallatin település az Amerikai Egyesült Államok Missouri államában, Daviess megyében, melynek megyeszékhelye is. Lakosainak száma 1821 fő (2020. április 1.).

## Népesség
A település népességének változása:

| 2010 | 1 786 |
| 2020 | 1 821 |